# Associação Desportiva Classista Intelli
L'Intelli  è una squadra brasiliana di calcio a 5, fondata nel 1977 con sede a Orlândia.

## Palmarès

### Competizioni nazionali
- Liga Nacional de Futsal: 2

2012, 2013
- Superliga: 2

2013, 2015

### Competizioni internazionali
- Coppa Libertadores: 1

2013